# Arabesque (beaux-arts)
Pour les articles homonymes, voir Arabesque.

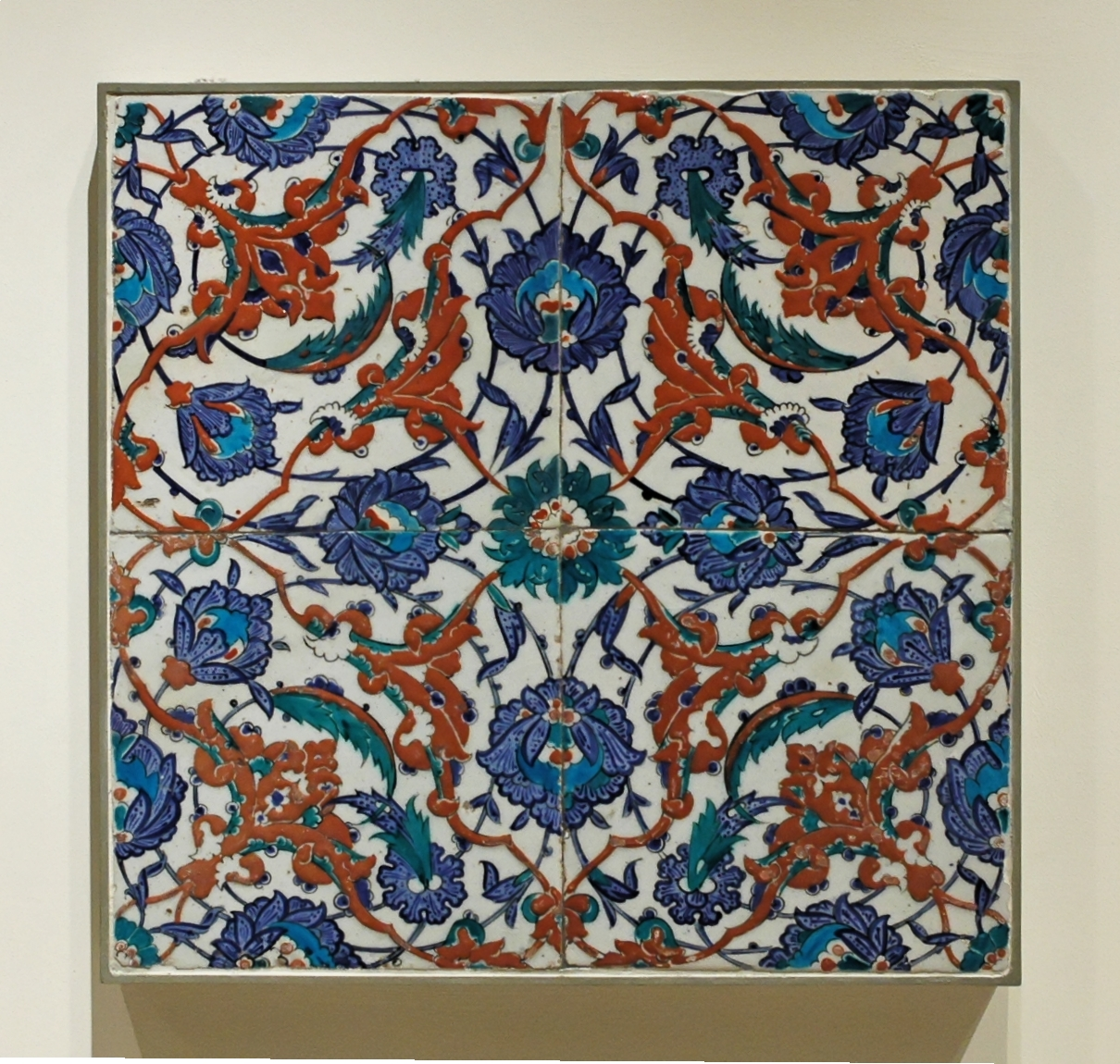
Arabesques aux fleurs ornant un panneau de céramique siliceuse à décor peint sur engobe et sous glaçure transparente, Iznik (Turquie), seconde moitié du XVIe siècle (musée du Louvre).

Au sens premier, l’arabesque est un motif ornemental composé de rinceaux végétaux pouvant former des entrelacs plus ou moins complexes. Les arabesques ont été identifiés en Occident au XVe siècle comme un élément de l'art islamique, d'où leur nom. Mais en Occident ce terme a été utilisé pour désigner par extension des entrelacs et des rinceaux divers, y compris ceux de tradition occidentale, même lorsqu'ils n'ont aucune correspondance avec les motifs arabes.
Les origines de ces motifs sont particulièrement anciennes et difficiles à tracer. Ceux de l'Antiquité gréco-romaine ont eu la plus grande influence sur de nombreuses cultures, ils se sont particulièrement développés dans l'art byzantin et dans l'art médiéval européen (enluminure), puis dans l'art islamique pour lequel ces motifs sont devenus une des principales expressions, aux côtés des motifs géométriques, du fait de l'interdit de la figuration humaine dans l'islam.

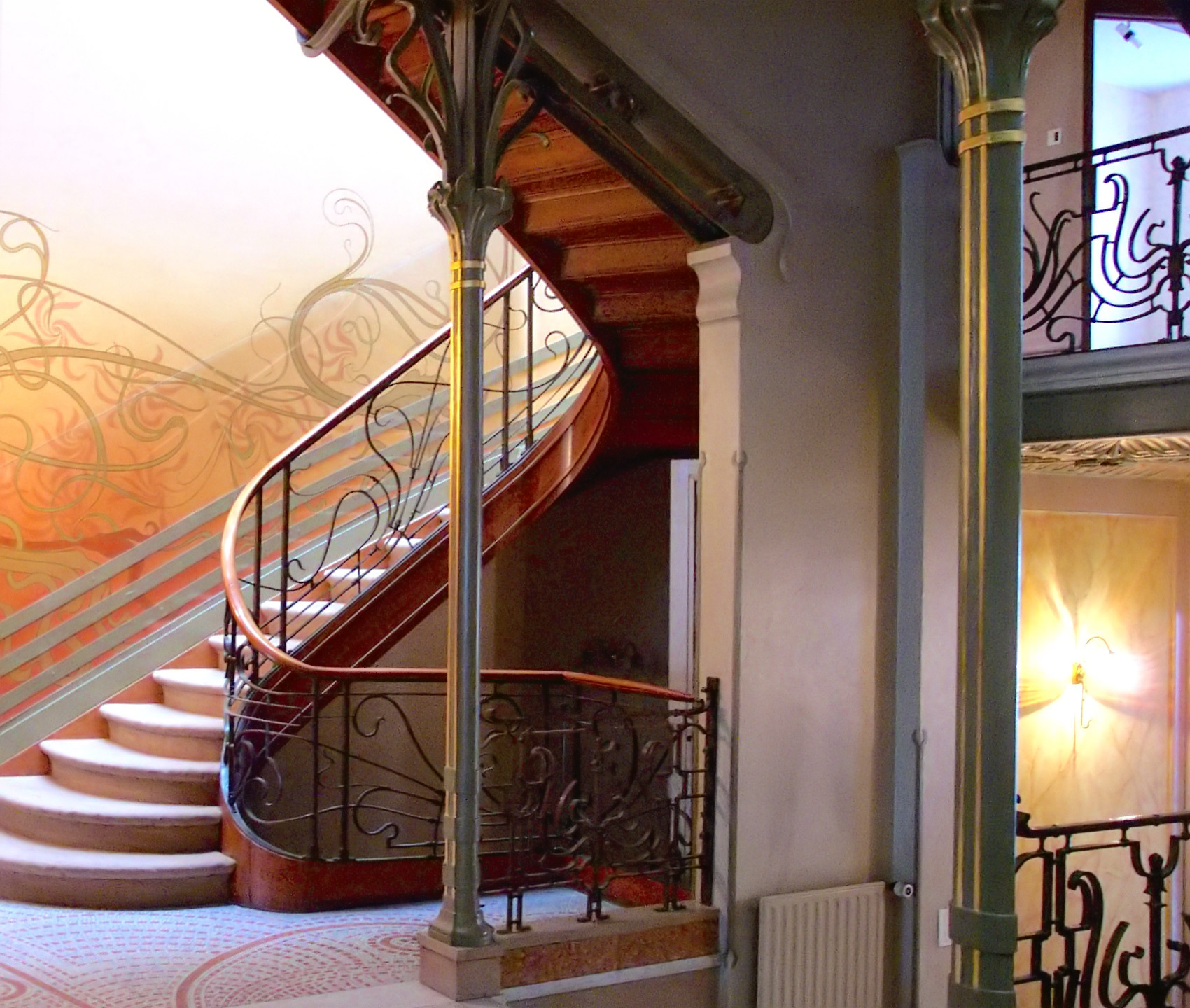
Arabesques en ferronnerie d'art et peintures dans la cage d'escalier de l'hôtel Tassel, Bruxelles, style Art nouveau, Victor Horta (1892).

Le terme d'« arabesque », propre à l'Occident, a servi historiquement à nommer des motifs assez différents. Ainsi la dérive du mot s'est étendue jusqu'à désigner aussi les « grotesques », qui sont composés de montages fantaisistes d'éléments architecturaux, vases et motifs végétaux, associés à des figures humaines et chimériques. Selon une autre signification dérivée, et notamment dans l'Art nouveau, l'arabesque peut désigner une ligne sinueuse, des jeux de courbes libres, souples, flexibles en valorisant la sensualité et l'énergie générées par les courbes et contre-courbes, les spires et volutes, provenant du monde végétal et plus généralement de la nature vivante, mais de manière très stylisée.
Ces ornements graphiques ou en relief peuvent être conçus et réalisés dans tous les médiums visuels des beaux-arts et des arts décoratifs. Ils peuvent s'appliquer aux revêtements de l'architecture, au mobilier, aux arts textiles et sur bien d'autres supports. Leur caractère ornemental provient d'effets de symétries ou de jeux de courbes qui évoquent des formes végétales, souvent entrelacées.

## Modèles dans l'art ancien

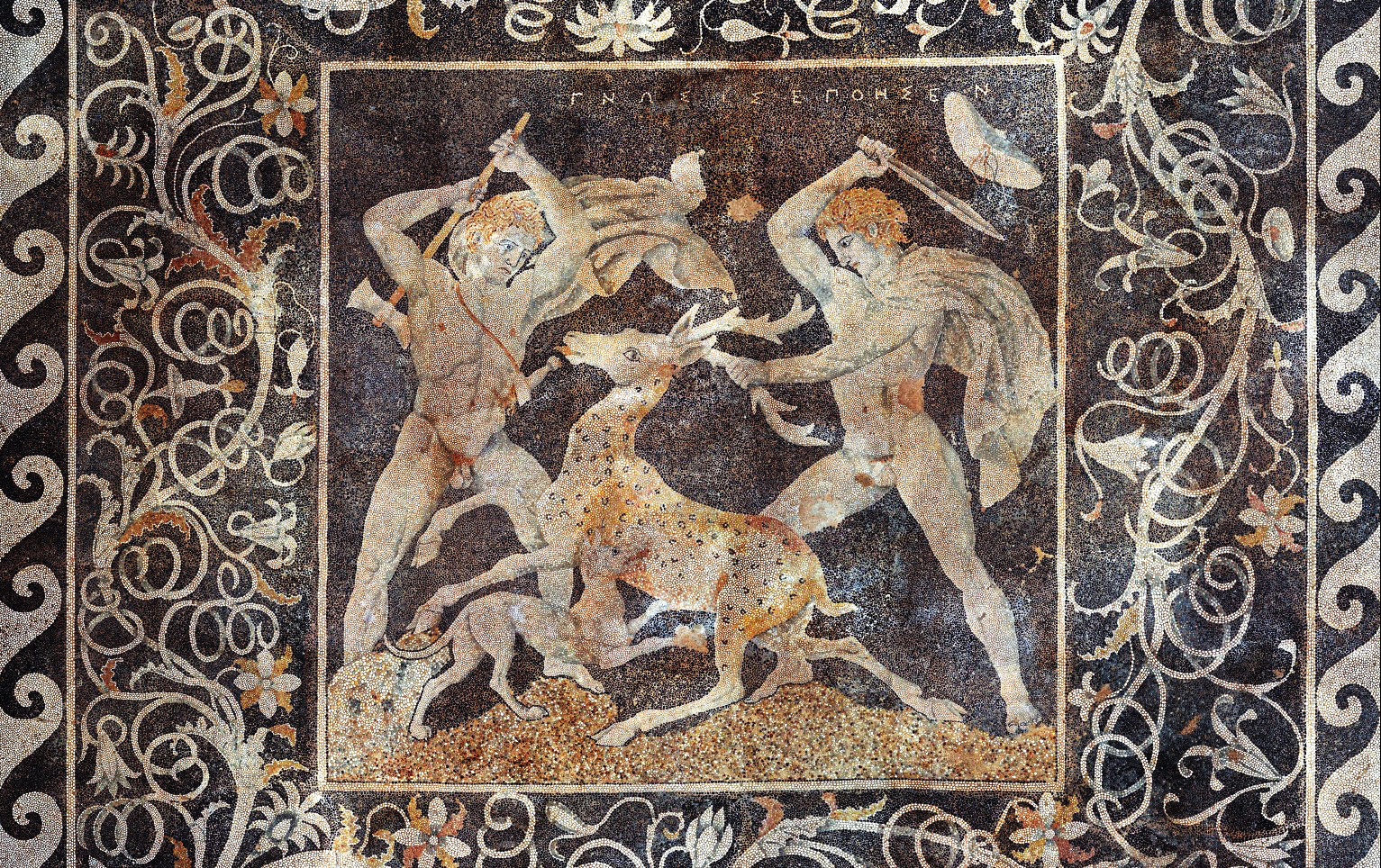
Entrelacs végétaux grecs de la mosaïque de la chasse au cerf de Pella (IVe siècle av. J.-C.).
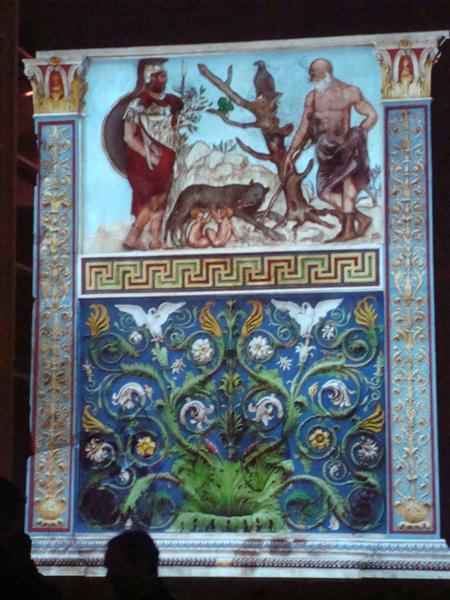
Rinceaux d'acanthe, d'inspiration grecque hellénistique, avec polychromie reconstituée, sur l'Ara Pacis de Rome, érigé entre 13 et 9 av. J.-C.
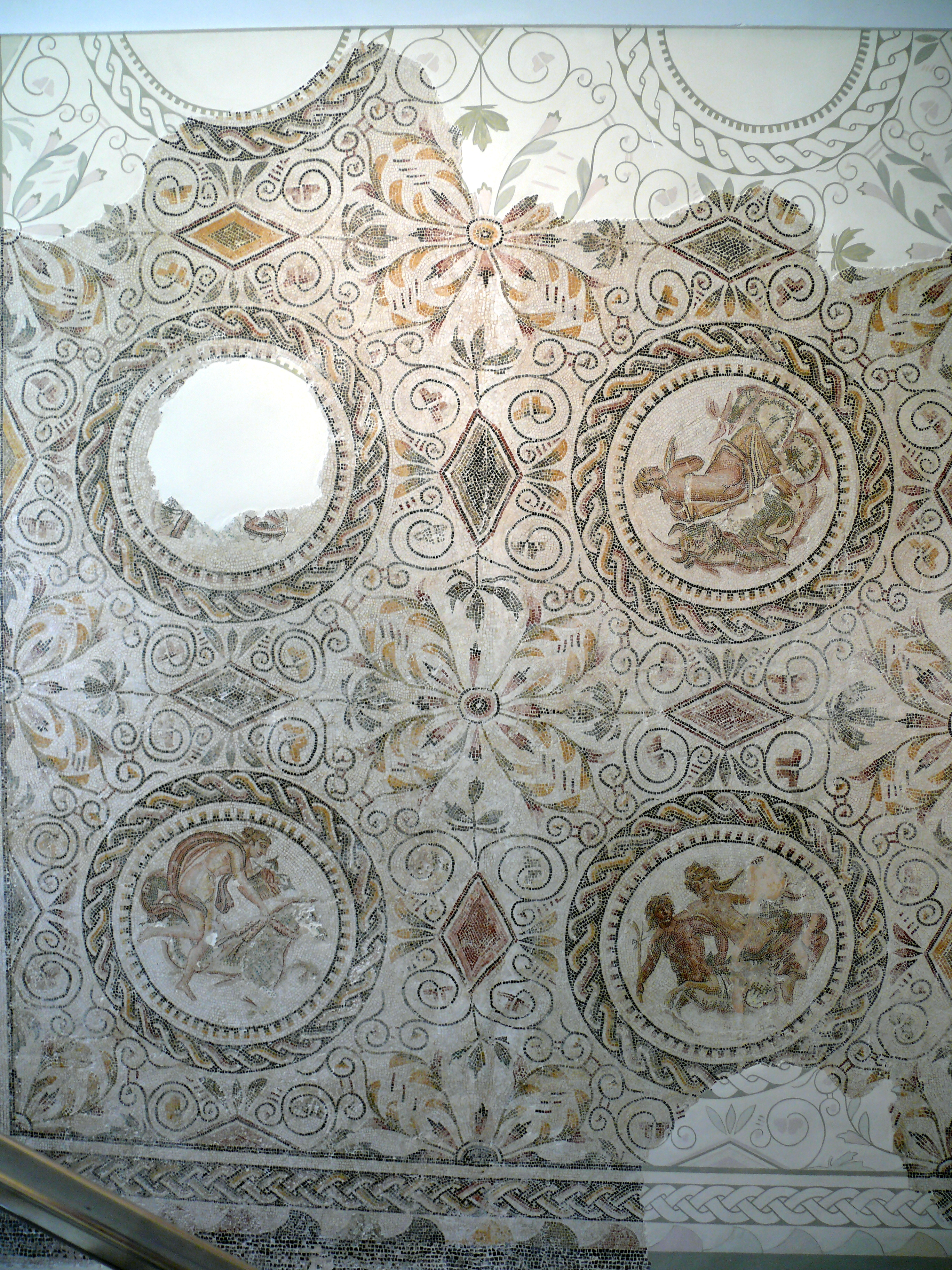
Mosaïque romaine à motifs végétaux géométrisés (IIIe siècle).
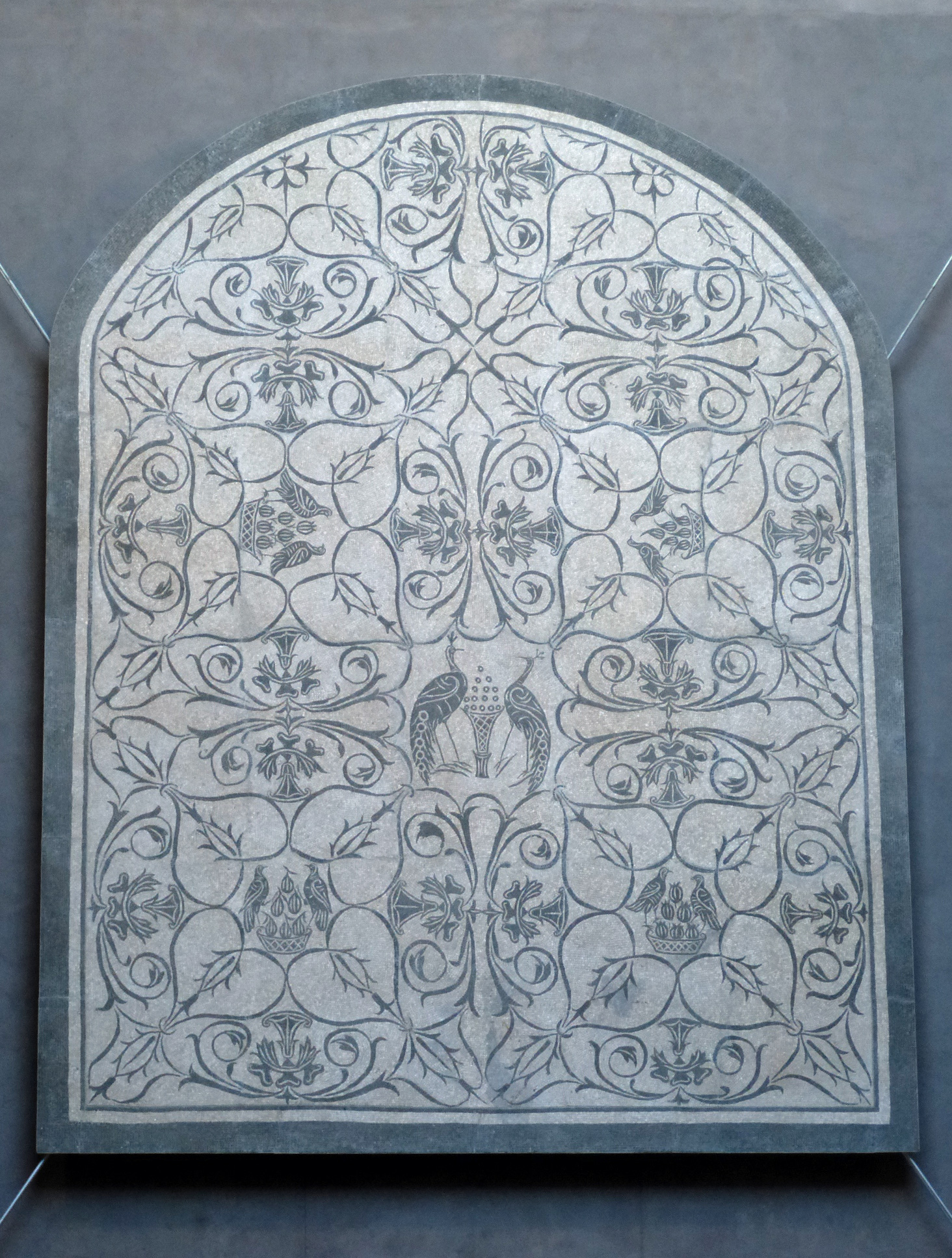
Mosaïque romaine de sol des thermes de Dioclétien, Rome (IIIe siècle).
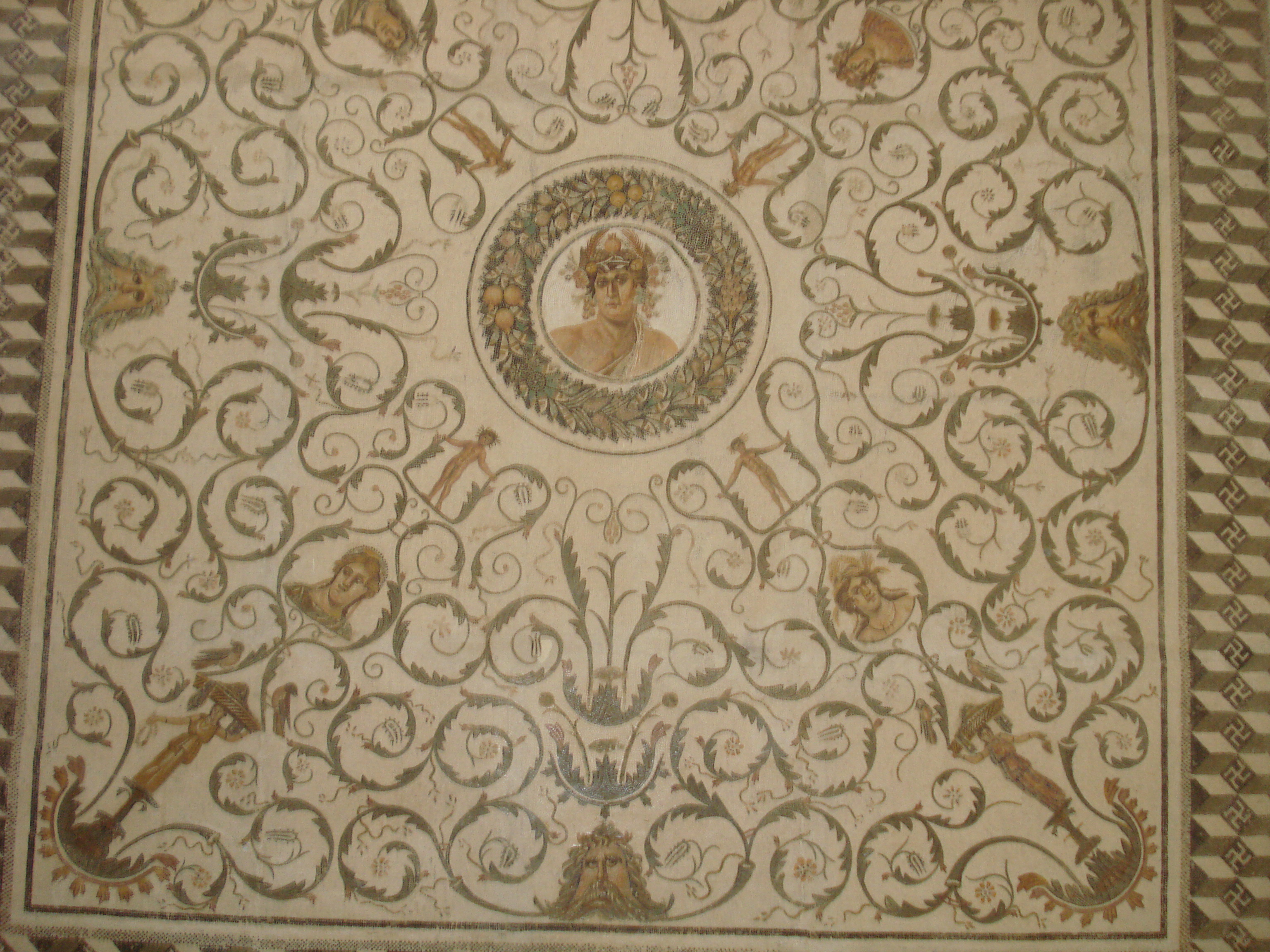
Mosaïque romaine proche des grotesques (IIIe siècle).
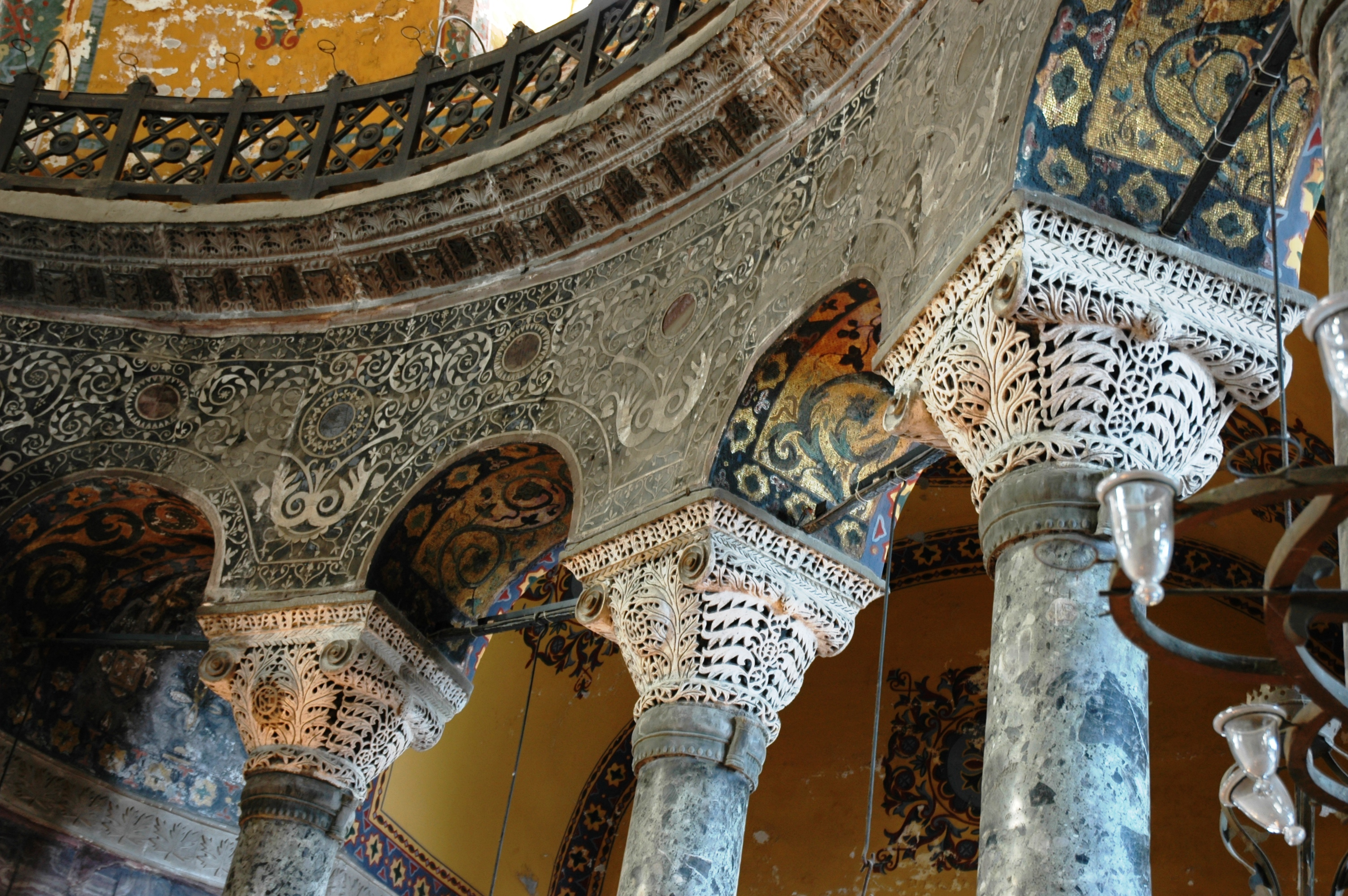
Décor à base de rinceaux en mosaïques (intrados) et opus sectile (écoinçons) sur les arcades à Sainte-Sophie de Constantinople (VIe siècle).
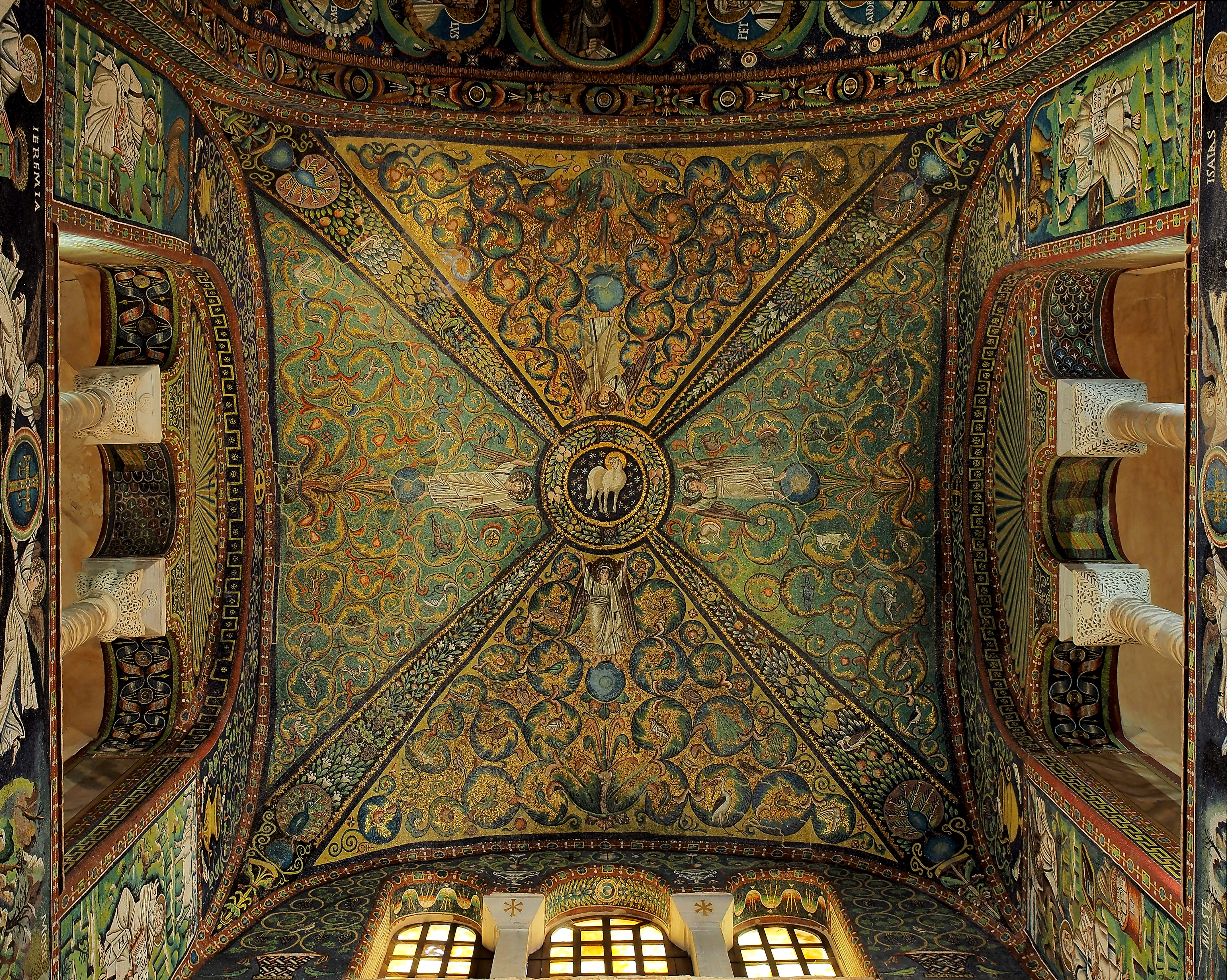
Mosaïque byzantine à rinceaux végétaux (VIe siècle), basilique Saint-Vital de Ravenne.
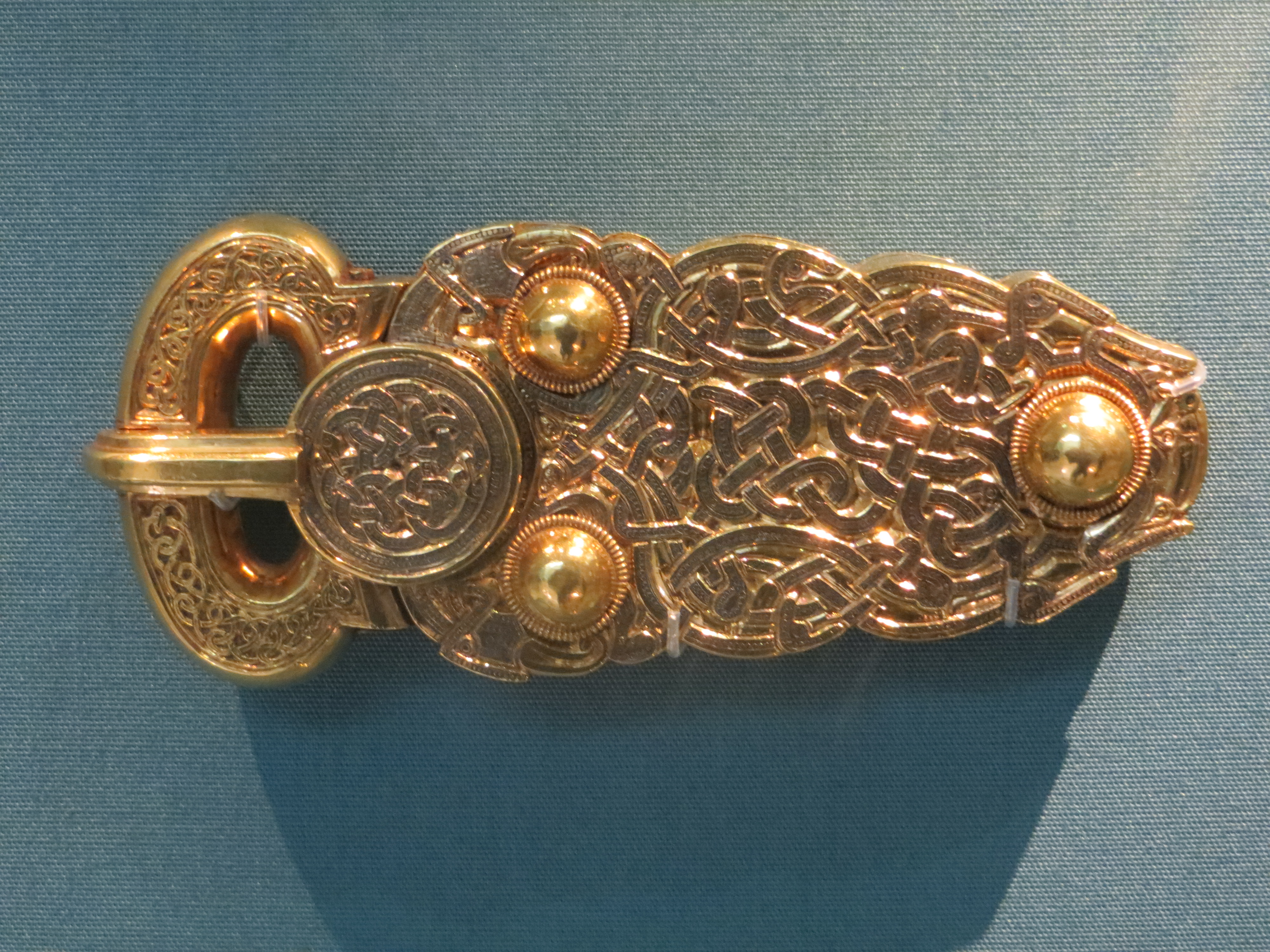
Boucle de ceinture anglo-saxonne en or du trésor de Sutton Hoo, à entrelacs (début VIIe siècle).
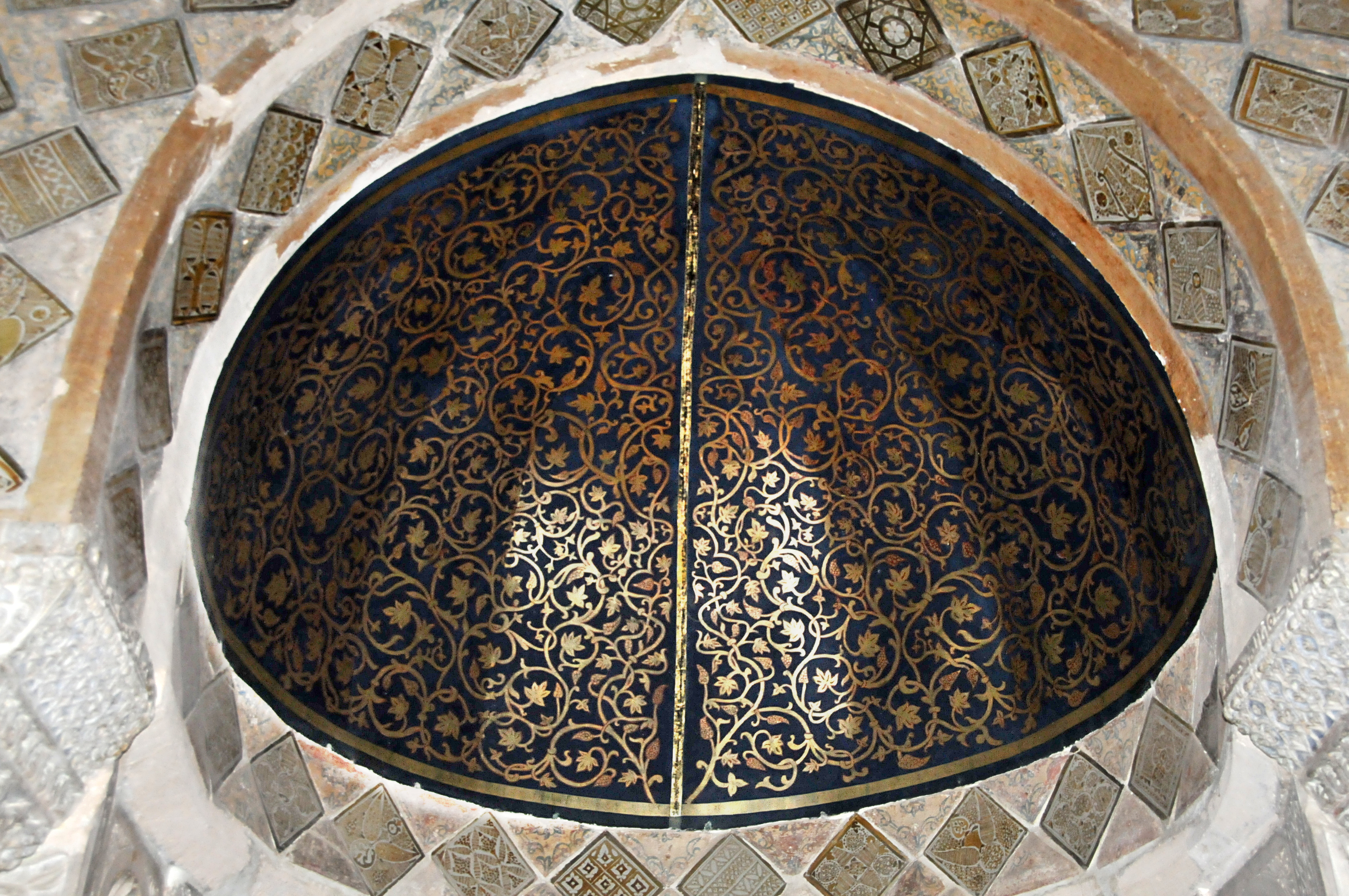
Arabesques végétales constituées de rinceaux de vignes peintes sur la demi-coupole du mihrab de la grande mosquée de Kairouan (Tunisie).
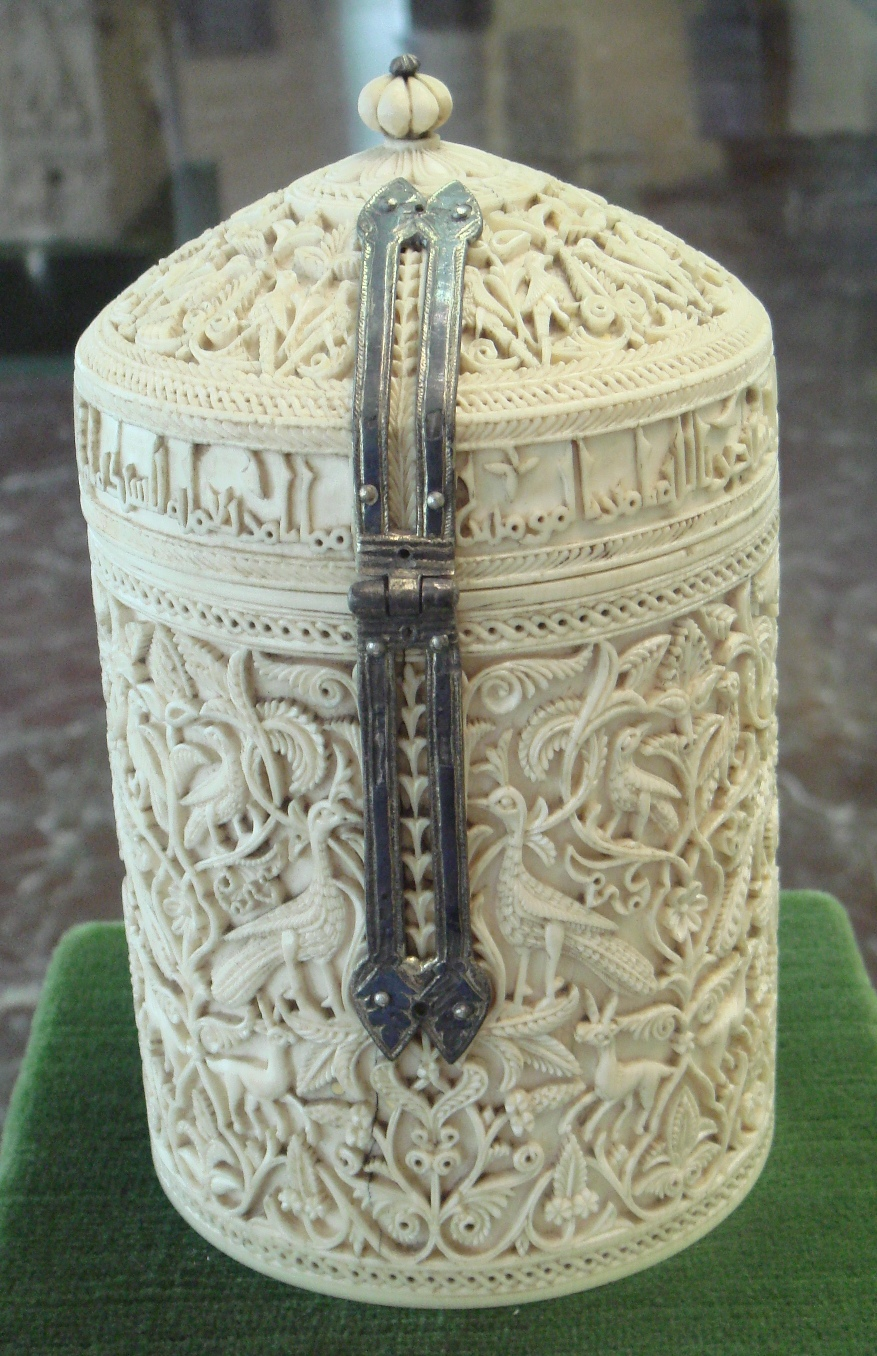
Pyxide de Zamora, hauteur : 17,7 cm, diamètre : 11 cm, ivoire et nielle (daté 964), califat de Cordoue, Musée archéologique national de Madrid.
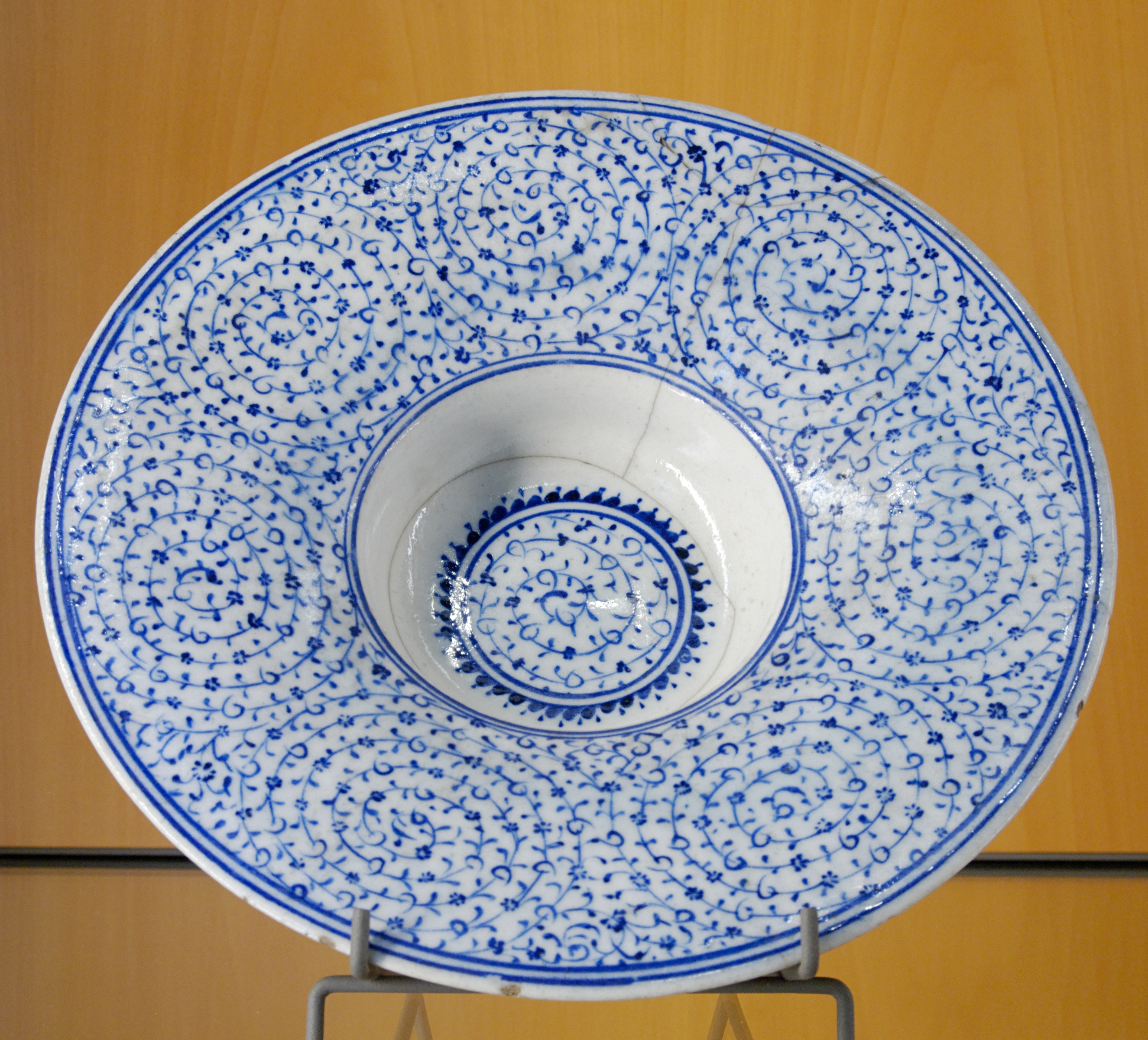
Tondino à décor bleu et blanc de spirales, céramique d'Iznik siliceuse à décor peint sur engobe sous glaçure plombifère, Musée des beaux-arts de Lyon.
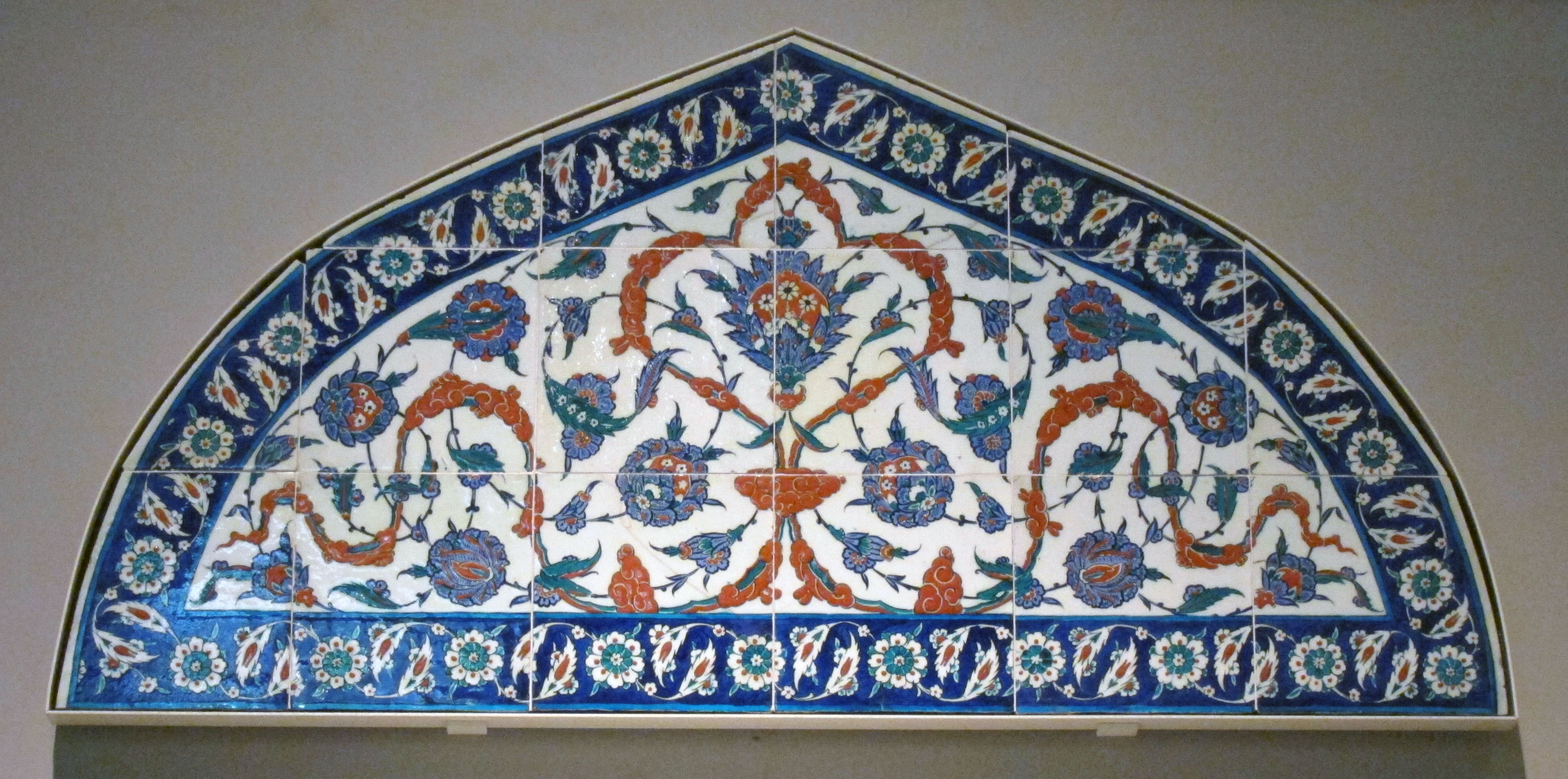
Lunette décorée en céramique d'Iznik (1570-1575), en provenance de la mosquée Piyale Pacha (architecte Sinan), Istanbul, Victoria and Albert Museum.
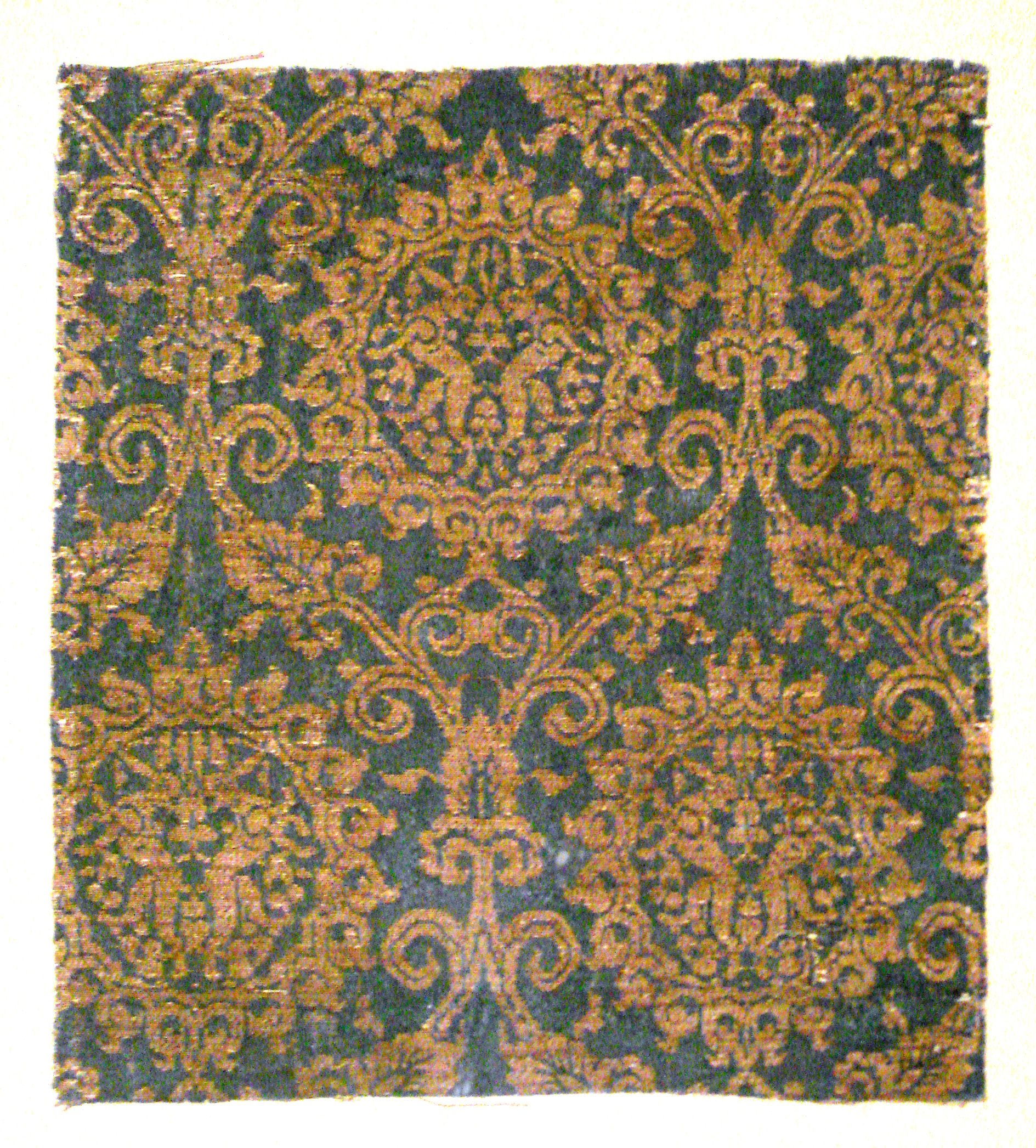
Lampas aux lapins, soie et or, Iran ou Irak (XIVe siècle), musée de Cluny.
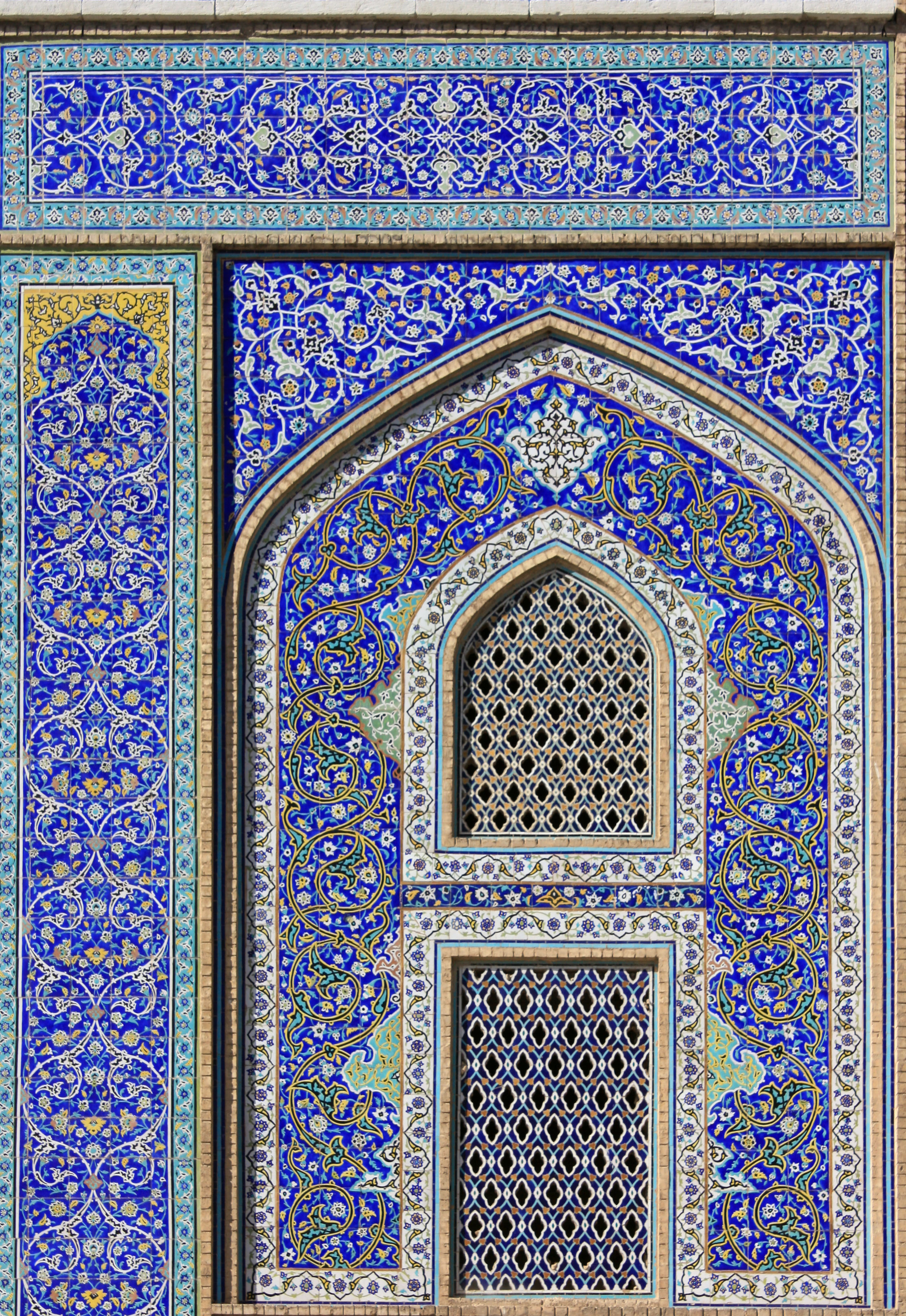
Art persan à base de rinceaux, mosquée du Cheikh Lotfallah d'Ispahan.

L'arabesque étant l'un des motifs les plus abondants de l'art décoratif islamique, elle fut identifiée sous ce nom en Occident, bien qu'elle existe dans de nombreuses cultures, en particulier en Occident depuis l'Antiquité. On la nomme aussi entrelacs ou rinceaux selon les cas.
Les rinceaux végétaux typiques sont apparus dans l'art grec dans l'Antiquité, bien que des motifs plus ou moins proches ornent des poteries depuis le Néolithique. Ils se sont beaucoup répandus dans tout le monde méditerranéen, en Europe et au Moyen-Orient, jusqu'en Inde et en Chine, durant la période hellénistique et à l'époque romaine, où apparaissent aussi les entrelacs. Ces motifs prennent plus d'importance dans l'art byzantin. Ils restent aussi très répandus en Europe tout au long du Moyen Âge sur divers supports, notamment dans l'enluminure.
Au Moyen-Orient les rinceaux et les entrelacs de l'art paléochrétien et byzantin ont été repris dans l'art islamique, où le tabou de l'iconographie humaine a encouragé leur développement comme décoration principale sur de nombreux supports, souvent en association avec des décorations géométriques (il ne faut pas confondre ces dernières avec les arabesques proprement dites). C'est principalement dans l'art persan que ce type d'ornement a pris une importance particulière, en devenant le décor presque unique, pouvant couvrir entièrement l'architecture.

### Termes techniques connexes
Les arabesques, évoquant des feuilles et des fleurs entrelacées, peuvent être réalisées par des techniques utilisées dans l'ornementation islamique, tels le stuc, souvent ciselé, éventuellement peint ou les zelliges. Mais aussi la céramique, les arts du métal, ciselé ou travaillé au repoussé ou recouvert d'émaux champlevés ou cloisonnés ou de nielle et l'ivoire travaillé.

## Dans la culture occidentale moderne

### L'arabesque ou mauresque à partir de la Renaissance
Malgré la présence musulmane en Espagne, c'est par les rapports commerciaux entre le Moyen-Orient et Venise que s'introduit le terme d'« arabesque » dans l'art occidental à partir de la Renaissance italienne (bien que le terme d'« entrelacs » soit déjà utilisé). Il pouvait s’écrire aussi « rabesques » (synonyme de « moresque », aussi écrit « mauresque », venant des Maures). À partir de ce moment, même les compositions de rinceaux et les entrelacs de tradition occidentale, souvent directement inspirés de l'Antiquité ou du Moyen Âge, seront fréquemment nommés « arabesques », et il devient parfois difficile de faire la part des deux traditions, les termes entretenant la confusion.
Le genre se diffuse au XVe siècle dans les tableaux des peintres vénitiens Cima da Conegliano (1460-1465), Vittore Carpaccio (1525-1526) et Palma le Vieux. Dans la majorité des cas, il s'agit de réminiscences des anciens motifs d'entrelacs occidentaux romains, médiévaux et byzantins, mais ils sont parfois mélangés avec des motifs réellement orientaux. À partir de cette époque, on rencontre des rinceaux appelés souvent « arabesques » dans les illustrations de livres, frappées sur les reliures, peintes sur la faïence, brodées sur les costumes, décorant des tapisseries et des objets en métal.
Utilisée dans les plats des reliures des livres décorés à la feuille d’or appelé alla damaschina (comme un damasquinage) en Italie, les moresques seront utilisées en France dans les livres reliés pour le roi Louis XII (vers 1510) et le premier livre entièrement consacré aux mauresques est celui du Florentin établi en France, Francesco Pellegrino (1530) et ensuite, d'une façon originale en Europe, dans l'ornementation des illustrations des livres par les éditeurs de Lyon et de Paris : les  encadrements de moresques par B. Salomon dès 1547 pour des livres publiés à Lyon, celui de G. Paradin, Memoriae nostrae, (1548), La Métamorphose d’Ovide figurée, par Jean de Tournes (1557). Jacques Androuet du Cerceau (1563) en regroupera l'essentiel dans ses estampes.

### Les grotesques
À partir de la fin du XVIIe siècle,  une confusion s'installe également en France avec l'art grotesque (pourtant différent par l'usage de figures humaines et animales, voire chimériques et de motifs architecturaux), ce qui détournera plus encore l'usage du mot « arabesque ». La représentation des figures humaines étant déconseillée par l'islam, on trouve d'autant plus rarement de tels motifs dans l'art islamique. Ainsi dans les catalogues de vente, les dessins de grotesques des élèves de Raphaël sont décrits comme « arabesques », alors qu'ils n'ont aucune ressemblance avec les arts décoratifs islamiques et s'inspirent en réalité directement des grotesques romains antiques, notamment ceux de la Domus Aurea de Rome. En Allemagne et en Angleterre, également, sont publiés des livres de modèles d'« arabesques », en partie copiés d’après les Italiens.

### Les rinceaux antiques
L'expression d'« arabesque » a souvent été appliquée à tort pour décrire les frises composées d'enroulements plus ou moins réguliers d'acanthes ou de vignes qui décorent les édifices ou des objets de style hellénistique et romain antique, ou dérivés stylistiquement dans l'architecture moderne (Renaissance, baroque, néoclassique, styles historiques et éclectiques du XIXe siècle). Le mot « rinceau » est le seul qui puisse nommer proprement ces frises.

### L'arabesque, comme ligne sinueuse et comme jeu de courbes et contre-courbes
Aux XIXe et XXe siècles, le nom d’arabesque est donné à tous modèles de jeu de lignes. Il est alors recommandé d'utiliser plutôt le mot « mauresque » pour désigner les motifs islamiques ou dérivés.
C'est un motif très employé dans les arts décoratifs et dans les beaux-arts de style Art nouveau à la fin du XIXe  et au début du XXe siècle, à tel point qu'elle en constitue un trait caractéristique essentiel.

### Galerie

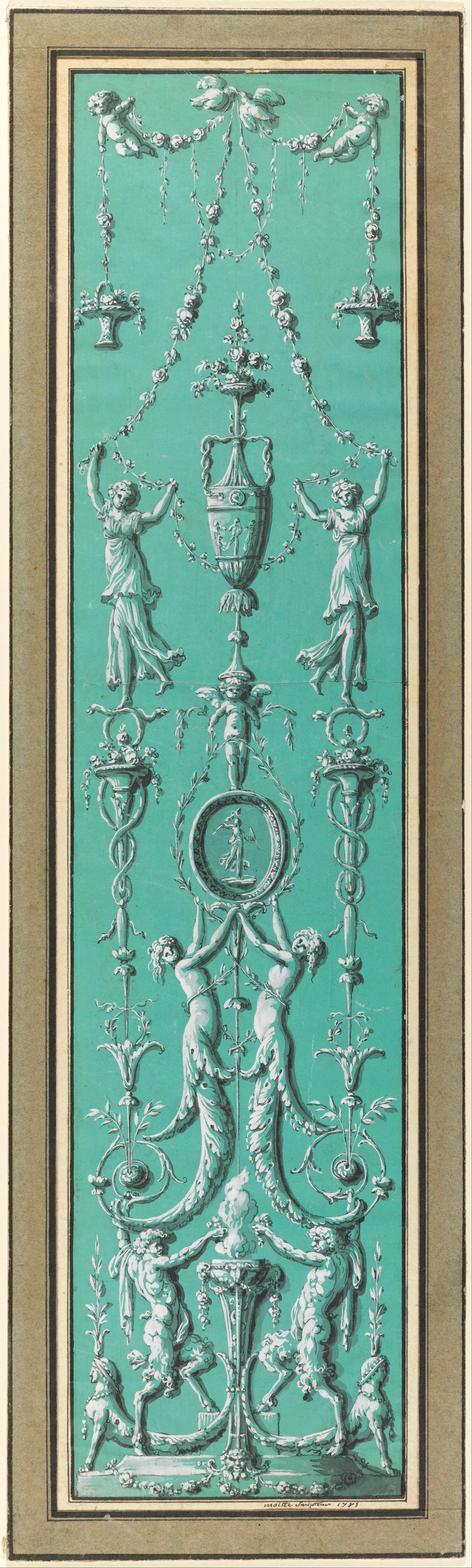
Dessin d'un panneau d'arabesques réalisé en 1785 par Jean Guillaume Moitte (1746-1810) pour l'hôtel de Salm à Paris, il s'agit ici d'art grotesque d'inspiration romaine antique.
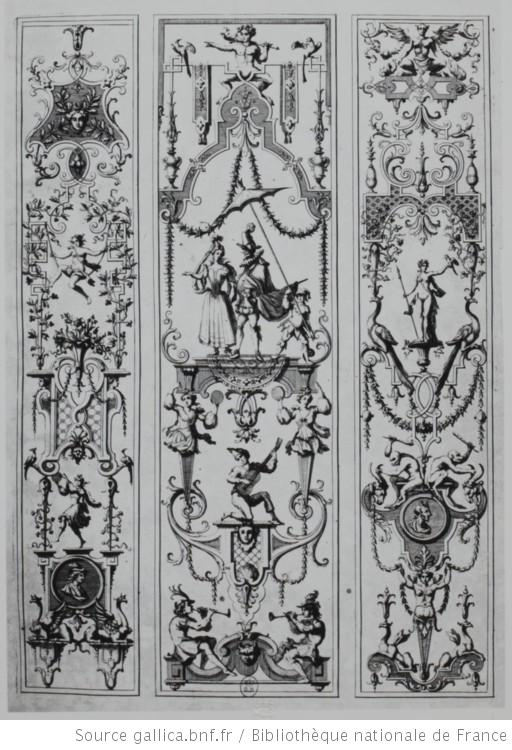
Arabesque de Jean Bérain père (seconde moitié du XVIIe siècle), œuvre dérivée de l'art grotesque.
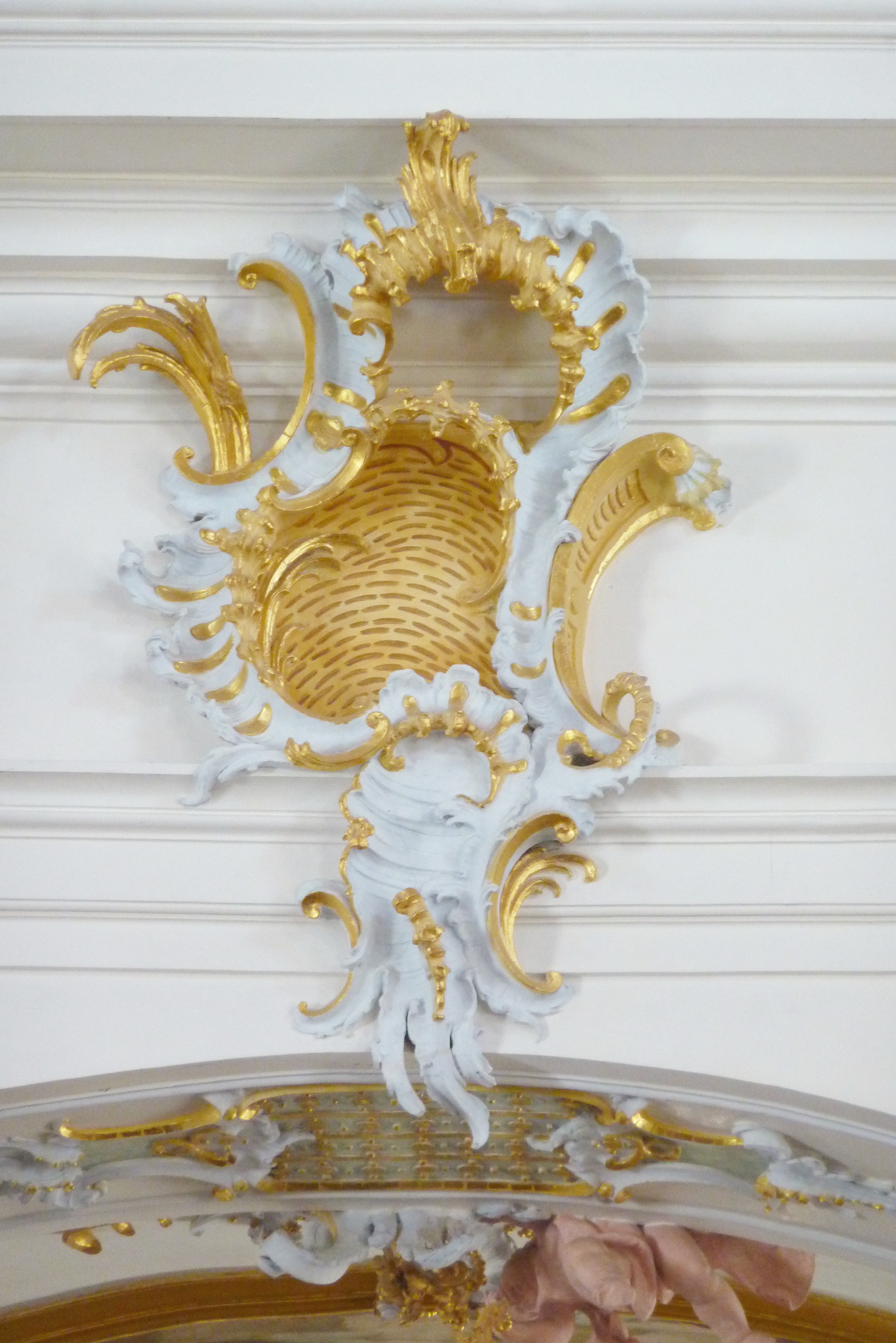
Détail de style rococo, église conventuelle catholique Saint Alto et Sainte Birgitta dans l'Altomünster, arrondissement de Dachau (Bavière), travail de Jakob Rauch (1718 – vers 1785).
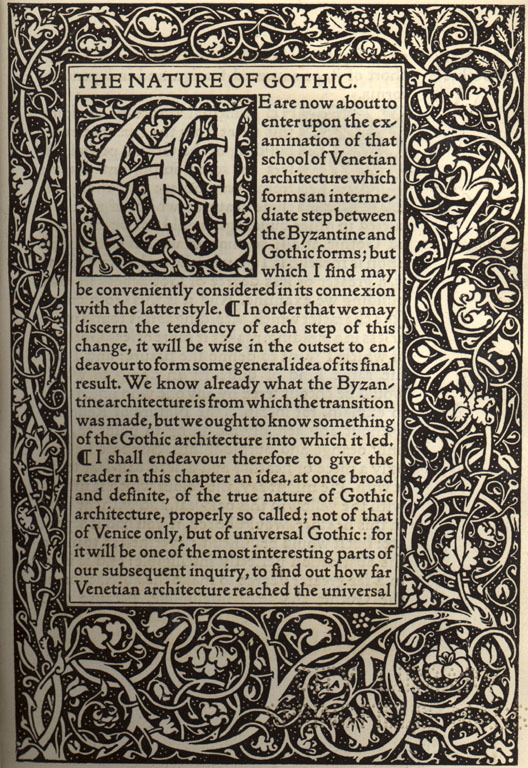
Première page de The Nature of Gothic, de John Ruskin, composée en Golden Type, mouvement Arts and Crafts, inspirée des entrelacs médiévaux européens (enluminure), Kelmscott Press.
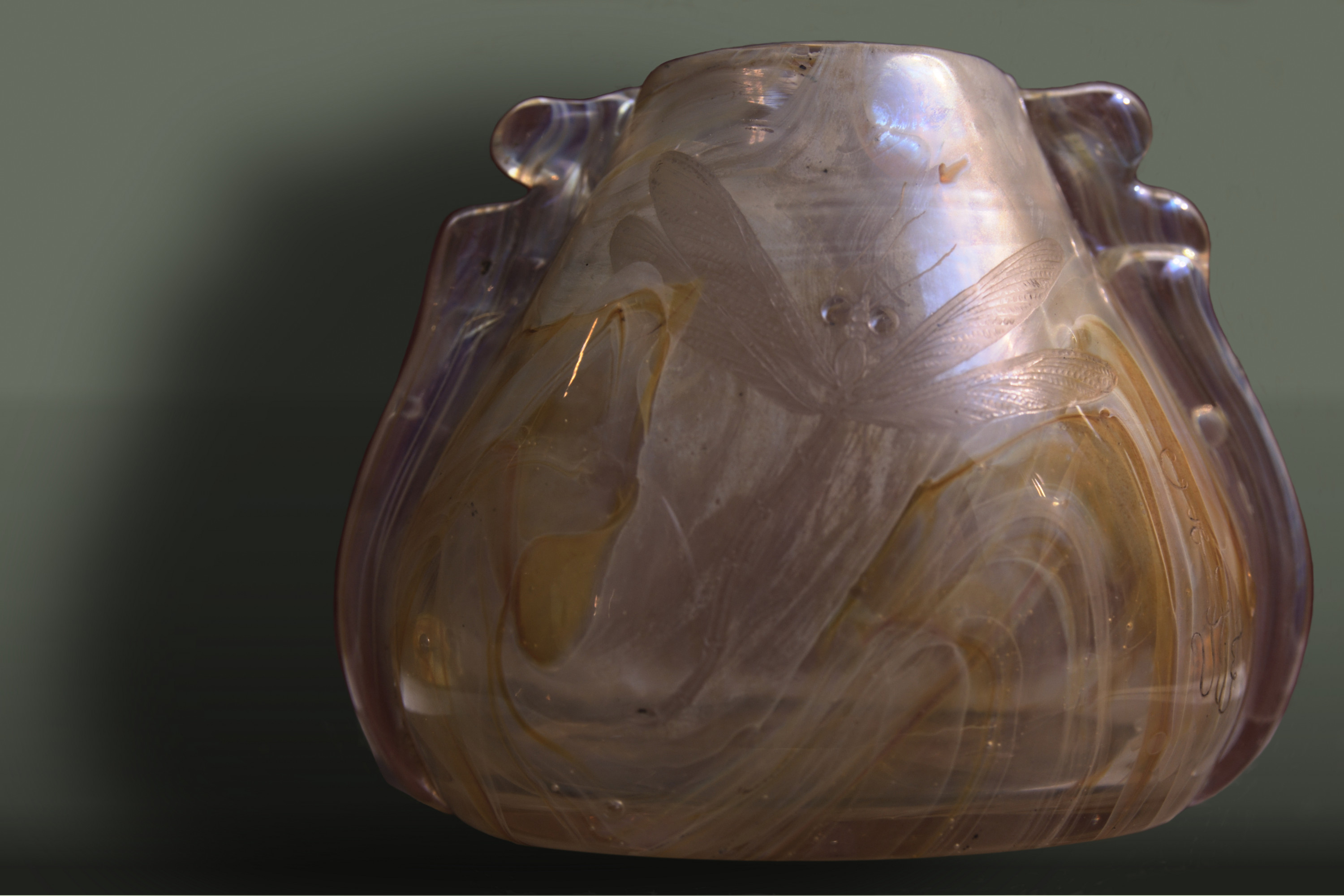
Art nouveau, École de Nancy : vase à la libellule, pâte de verre, Émile Gallé (1900-1902).